# Fagradalsfjall
Fagradalsfjall (islandska izgovorjava: [ˈfaɣraˌtalsˌfjatl̥]) je ščitasti vulkan na polotoku Reykjanes , približno 40 kilometrov od Reykjavíka na Islandiji. Njegov najvišji vrh je Langhóll (385 m). Izbruh vulkana se je začel 19. marca 2021 v Geldingadalirju južno od Fagradalsfjalla , ki od 1. junija 2021 še vedno oddaja svežo lavo. Zaradi svoje relativno lahke dostopnosti iz Reykjavíka je vulkan postal privlačnost tako za domačine kot tuje turiste.
Ime je sestavljeno iz islandskih besed fagur ('lep'), dalur ('dolina') in fjall ('skala', 'gora'). Gorski masiv je dobil ime po Fagridalurju ([ˈfaɣrɪˌtaːlʏr̥], 'lepa dolina' ali 'čudovita dolina'), ki se nahaja na njegovem severozahodu. Polje lave 2021 naj bi dobilo ime Fagradalshraun [ˈfaɣraˌtalsˌr̥œiːn].

## Tektonsko prizorišče
Gora Fagradalsfjall je vulkan vulkanskega sistema Krýsuvík-Trölladyngja na polotoku Reykjanes na jugozahodu Islandije. Nahaja se v območju aktivnega riftinga na razhajajoči se meji med Evrazijsko in severnoameriško ploščo. Vulkanski sistem Krýsuvík je bil v holocenu zmerno aktiven, zadnja eruptivna epizoda pred 21. stoletjem pa se je zgodila v 12. stoletju.
Nekateri znanstveniki predlagajo, da bi Fagradalsfjall lahko predstavljal ločen vulkanski sistem.
Nemiri in izbruhi na Fagradalsfjallu so del večjega nemira na polotoku Reykjanes, vključno z nemiri v več vulkanskih sistemih, med drugim tudi nemiri na vulkanu Þorbjörn ob Svartsengiju in Modri laguni spomladi 2020.

## Serija izbruhov 2021

### Znanilec
Od decembra 2019 do marca 2021 je roj potresov, od katerih sta dva dosegla magnitude Mw 5,6, pretresel polotok Reykjanes in sprožil zaskrbljenost, da bo izbruh neizbežen, ker so se sprožile intruzije dajkov in premiki magme pod polotok. Poročali so o manjši škodi na domovih v potresu z močjo 5,7 stopnje 4. februarja 2021. V treh tednih pred izbruhom so seizmografi zabeležili več kot 40.000 tresljajev.

### Vulkanske razpoke v Geldingadalir
19. marca 2021 se je izliv izbruha začel približno ob 20.45 po lokalnem času v Geldingadalirju ([ˈcɛltiŋkaˌtaːlɪr̥] južno od Fagradalsfjalla, prvi znani izbruh na polotoku v približno 800 letih. Fagradalsfjall miruje že 6000 let. Izbruh je prvič napovedal islandski meteorološki urad ob 21.40. Poročila navajajo, da je 600–700 metrov dolga  razpočna odprtina začela izmetavati lavo, ki je pokrivala območje manj kot 1 kvadratni kilometer. Trenutno tokovi lave ne ogrožajo prebivalcev, saj je območje večinoma nenaseljeno, čeprav obstaja možnost onesnaženja z žveplovim dioksidom.
Izbruh se imenuje Geldingadalsgos ([-ˌtalsˌkɔːs] "Geldingadalurski izbruh"). 26. marca je bila glavna eruptivna odprtina 63.8889 N, 22.2704 W, na mestu prejšnje eruptivne gomile. Izbruh je lahko izbruh ščitastega vulkana, ki lahko traja več let. Viden je iz predmestja glavnega mesta Reykjavík in je privabil veliko število obiskovalcev. Vendar zaradi visokih ravni vulkanskih plinov, kot sta ogljikov dioksid in ogljikov monoksid, deli območja niso dostopni.
- Izbruh Geldingadalirja blizu Fagradalsfjalla, 24. marec 2021.
- Ljudje na pobočjih Fagradalsfjalla, ki opazujejo izbruh Geldingadalirja.
- Video izbruha iz helikopterja.
- Satelitska slika iz 29. aprila 2021

13. aprila 2021 so v Geldingadalirju znotraj tokov lave nastali 4 novi kraterji. Proizvodnja lave, ki se je v zadnjih dneh nekoliko zmanjšala, se je ponovno povečala.

### Vulkanske razpoke na Fagradalsfjallu
Okoli poldneva 5. aprila je nova razpoka, ki je bila po ocenah različno dolga med približno 100 in 500 metri, odprla razdaljo približno 1 kilometer proti severu / severovzhodu še vedno aktivne odprtine v središču marčevskega izbruha. Iz previdnosti je obalna straža območje evakuirala.
Nekaj kasneje se je vzporedno s prvo na pobočjih Fagradalsfjalla odprla še ena razpoka.
Proizvodnja lave vseh odprtih razpok v celoti je bila ocenjena 5. aprila 2021, približno 10 m³ / s in teče v dolino Meradalir ([ˈmɛːraˌtaːlɪr̥], mare dale) po strmem žlebu.
- Nove razpoke.
- Nove razpoke na levi, starejše na desni, gledano s helikopterja, pogled proti vzhodu.

Približno 36 ur kasneje, okoli polnoči 6. in 7. aprila, se je odprla nova razpoka. Dolga je približno 150 m in približno 400–450 m severovzhodno od prve razpoke, med razpokami Geldingadalur in tistimi na pobočju gore. Iskalno-reševalne ekipe so prejšnji dan tam opazile novo depresijo, približno 1 m globoko. Lava iz te razpoke teče v dolino Geldingadalur.
Še ena razpoka se je odprla v noči z 10. na 11. april 2021 med dvema odprtima razpokama na pobočjih Fagradalsfjall.
Do 2. maja 2021 je ostala aktivna le ena razpoka, ki se je izlivala v dolino Meradalir in občasno imela eksplozivne izbruhe znotraj kraterja, ki so včasih dosegli višino sto metrov.

### Izhajanje lave in plina: razvoj izbruha
12. aprila so znanstveniki z Univerze na Islandiji izmerili površino polja lave na 0,75 km² in 10,3 milijona m³. Pretok lave je bil 4,7 m³ / s, žveplov dioksid, ogljikov dioksid in vodikov fluorid pa so oddajali 6000, 3000 in 8 ton na dan. Isti dan ga je nacionalna radiotelevizija RÚV označila za najmanjši izbruh na Islandiji v zadnjih »mnogih desetletjih«.
Lava, ki jo je ustvaril izbruh, kaže sestavo, ki se razlikuje od zgodovinske Reykjanesove lave. To bi lahko povzročila nova serija magme, ki prihaja iz velikega rezervoarja magme na globini približno 17–20 km pri Mohu pod Reykjanesom.
- Primeri bazaltne lave, zbrane konec marca

Rezultati meritev, ki jih je Univerza na Islandiji objavila 26. aprila 2021, so pokazale, da se je sestava produktov izbruha spremenila, da je bolj podobna tipičnim holocenskim bazaltom na polotoku Reykjanes. Tudi sam izbruh se je istočasno spremenil po značaju in je v nedeljo, 25. aprila 2021, ustvaril fontane z lavo do višine 50 m. 28. aprila 2021 so fontane lave iz glavnega kraterja dosegle višino 250 m.
Vzorec izbruha se je 2. maja spremenil iz neprekinjenega izbruha in pretoka lave v pulzirajočega, kjer se obdobja izbruhov izmenjujejo z obdobji neaktivnosti. Curki magme so se okrepili in ustvarili fontane z lavo višine 300 m, vidne iz Reykjavíka, najvišji pa je bil izmerjen pri 460 m. Tudi pretok lave v naslednjih tednih je bil dvakrat večji od povprečja v prvih šestih tednih.
Povečanje pretoka lave je nenavadno, saj se izbruhi običajno sčasoma zmanjšajo. Znanstveniki z islandske univerze domnevajo, da je globoko pod vulkanom velik rezervoar magme, ne pa tipična manjša komora magme, povezana s tovrstnimi izbruhi, ki se v kratkem času izpraznijo. Prav tako verjamejo, da je pod lavo ločen odzračevalnik, ki napaja glavni tok lave. Izbruh lahko ustvari nov ščitasri vulkan, če se bo nadaljeval dovolj dolgo.
Dve obrambni oviri sta bili ustvarjeni 14. maja, da bi preprečili odtok lave v dolino Nátthagi [ˈnauhtˌhaijɪ], kjer so pokopani telekomunikacijski kabli, in naprej do južne obalne ceste. Vendar je lava 22. maja kmalu stekla čez vrh vzhodne pregrade in se kaskadno spustila do Nátthagija.

## Domnevno pokopališče
Območje, kjer je vulkan prvič izbruhnil, naj bi bilo starodavno pokopališče zgodnjih norveških naseljencev Ísólfur frá Ísólfsstöðum. Vendar pa hitra arheološka raziskava Geldingadalurja po začetku izbruha ni pokazala nobenih dokazov o človeških ostankih na tem območju.

## Nesreča 1943
3. maja 1943 se je LTG Frank Maxwell Andrews, starejši častnik ameriške vojske in ustanovitelj letalskih sil ameriške vojske, skupaj s štirinajstimi drugimi ubil, ko je njihovo letalo B-24 Hot Stuff strmoglavilo ob bok gore.